# 拜尔斯道夫

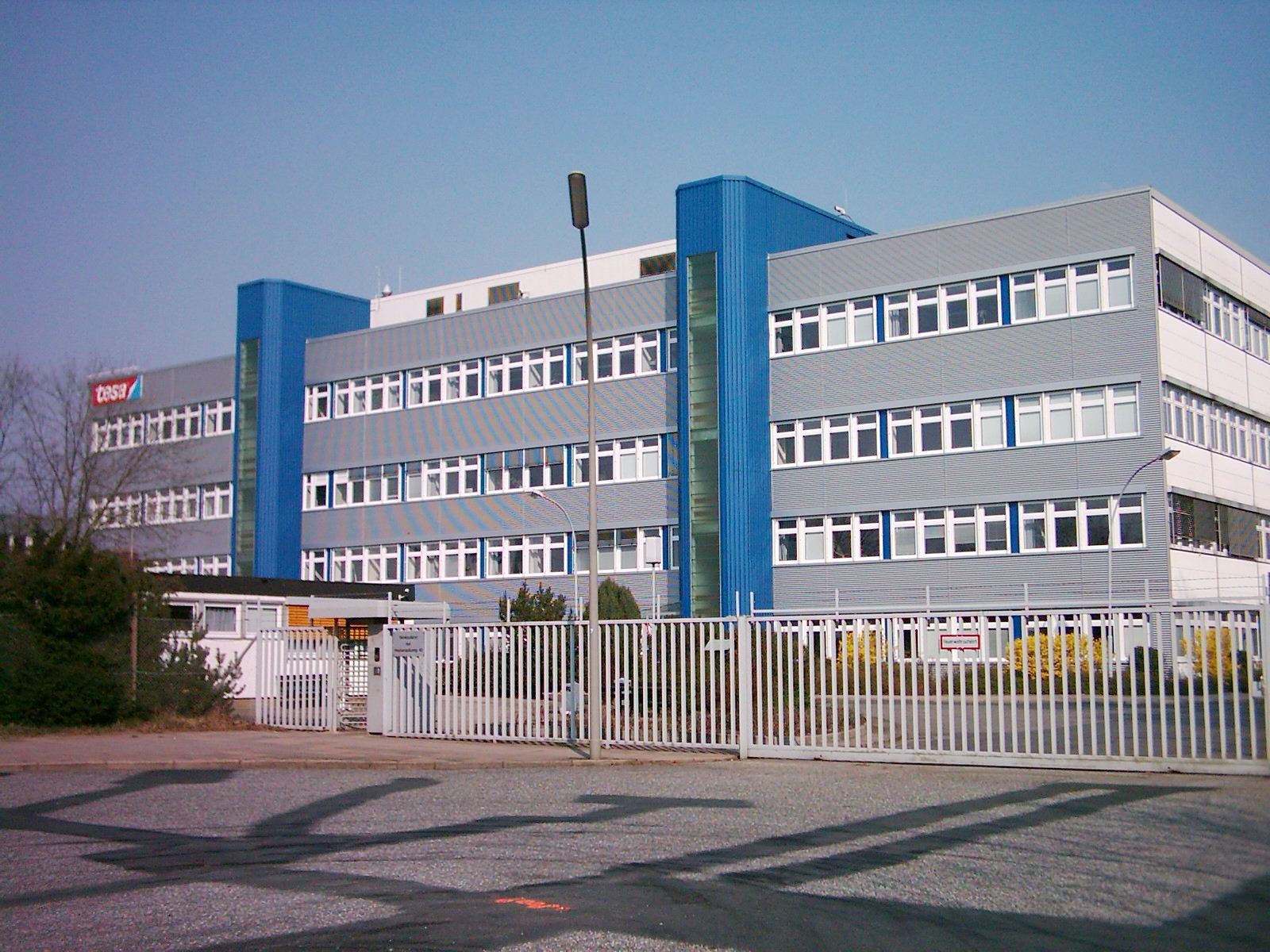
拜尔斯道夫位于汉堡的厂房

拜尔斯道夫股份公司（德語：Beiersdorf AG）是一家公开上市的从事国际化经营的制成品康采恩，总部设于德国汉堡。其多数股份由赫茨家族所控股的马克西恩维斯特股份公司持有。

## 历史
拜尔斯道夫由汉堡药剂师保罗·卡尔·拜尔斯道夫（Paul Carl Beiersdorf）在1882年成立，并在1890年由另一名药剂师兼企业家奥斯卡·特罗普洛维茨（Oscar Troplowitz）接管。它源于保罗·卡尔·拜尔斯道夫在1882年3月28日所申请的一项专利——当时他开发了一种全新的藥用繃帶生产方式，而这个日期也因此被认为是拜尔斯道夫公司的成立日期。
1911年，特罗普洛维茨首次将一种稳定乳液制成的长效润肤霜以妮维雅的名称面世并投入市场，而此前他已经在1906年开始销售用这种乳液制成的肥皂。
2001年4月1日，独立子公司BSN医药（BSN medical）在汉堡成立。作为拜尔斯道夫和史密斯-内菲尔公司（Smith & Nephew）的合资公司，BSN医药主要经营伤口护理、矫形外科、和静脉学的医疗用品业务。截至至2004年，BSN医药在全球范围内拥有3400名雇员（德国350名），销售总额5.04亿欧元，纯利7000万欧元。2006年春天，BSN医药被投资公司蒙塔古私募基金（Montagu Private Equity）以10.3亿欧元的价格收购。
2003年拜尔斯道夫共享服务（Beiersdorf Shared Services GmbH，简称BBS）作为拜尔斯道夫的又一外判子公司成立，由拜尔斯道夫的资讯科技和会计部门重组而成。BBS作为一间独立的公司，主要负责拜尔斯道夫的网络资讯和会计业务，目前在汉堡总部拥有275名雇员，全球范围内则有350名。
同一年，一场持续了两年的收购战被阻止，由竞争对手及准买家宝洁公司提出的并购方案遭到夭折。此前汉堡政界曾担心若宝洁公司透过收购安联持有的拜尔斯道夫股份使其持股量达到必要的75%以上，会导致宝洁只使用美国品牌对公司进行重组并大规模裁员。因此，由至宝控股（即现在的马克西恩维斯特）牵头的财团从安联购得19.6%的股权，将其持有的股份增至49.9%，安联则保有3%。其中汉堡市政府拥有的投资集团收购了安联此前的10%股权，并在三年后卖回给安联。拜尔斯道夫则回购了7.4%的股权，3%则由拜尔斯道夫养老保险投资基金（Beiersdorf-Pensionskasse）所持有。到2009年6月，安联所持有的股份最终由7.2%减少为2.88%。
自2006年10月1日起伯恩哈德·杜特曼（Bernhard Düttmann）成为拜尔斯道夫的财务总监，此前他一直担任拜尔斯道夫另一全资子公司德莎胶带公司的财务总监。
2008年12月22日，拜尔斯道夫成为德国DAX指数的成分公司。

1979至2014年所用商標

2010年9月，宝洁公司再度宣布有意收购拜尔斯道夫，但通过马克西恩维斯特控股拜尔斯道夫50.46%股权的赫兹家族却对可能的售股交易表示了反对（其原因由於亞洲總部位於沙田利豐中心），声明将继续长期持有这部分股权。
2019年5月14日拜爾斯道夫以5.5億美元收購拜耳旗下防曬品牌Coppertone

## 集团结构
拜尔斯道夫是众多美容产品和品牌的生产商，包括妮维雅、拉贝罗（Labello）、汉斯普拉斯特（Hansaplast）、优色林（Eucerin）、芙蕾蓉娜（Florena）、8x4、阿特里克斯（atrix）、和德莎。此外拜尔斯道夫也生产一些个人护理产品，如芭西施（Basis PH）、多宝杜诗（Doppel Dusch）和加蒙（Gammon）等。La prairie莱珀妮是拜尔斯道夫收购的瑞士奢侈品护肤品牌。
2010年12月拜尔斯道夫宣布，公司根据新的品牌战略，将护发品牌柔美娜（Juvena）和玛蕾丝·默勒（Marlies Möller）从公司分开，目前这两个品牌由奥地利化妆品公司特洛尔（Troll Cosmetics）运作。
拜尔斯道夫的总部设于汉堡，在其他德国城市如巴登巴登、柏林、埃默里希、汉诺威、海特斯海姆、奥芬堡和瓦尔德海姆也设有工厂。维也纳则作为中欧和东欧的区域总部所在地。

## 中國业务
拜尔斯道夫于1930年便开始在中国销售蓝色鐵盒装的妮维雅润肤霜，当时的译名为“能维雅”。1994年6月8日，拜尔斯道夫在中国的首间公司、其与上海飞妮丝工贸公司共同组建的合资公司「妮维雅（上海）有限公司」成立，并于2001年2月由拜尔斯道夫独资持有。
2007年10月18日，拜尔斯道夫以3.17亿欧元（约合35亿元人民币）购入丝宝集团旗下丝宝日化85％的股份（包括舒蕾、风影、顺爽3个洗发用品品牌及美发用品品牌美涛），成为继宝洁和联合利华后在中国的第三大洗发护发用品生产商。